# Bernard Bolze
Pour les articles homonymes, voir Bolze.
Bernard Bolze, né le 11 septembre 1951 à Lyon, est un militant de la condition carcérale. Il est notamment le fondateur de l'Observatoire international des prisons en 1990.

## Biographie
En 1973, il s'insoumet au service militaire. Arrêté, il est présenté en 1979 devant le tribunal permanent des forces armées qui le condamne à six mois de prison, dont deux ferme qu'il effectue à la prison Saint-Paul. En 1981, il devient journaliste indépendant et collabore plusieurs années au bureau régional du journal Le Monde. Il est également à partir de 1983, conseiller technique pour le journal de prison L'Écrou.
Il fonde l'Observatoire international des prisons (OIP) en 1990, dont il est le délégué général (1990-1997). De 2001 à 2003, il est le coordinateur de la campagne nationale initiée par la Cimade contre la double peine,. En 2006, il coordonne la campagne d'un collectif contre la surpopulation carcérale.
De 2008 à 2011, il est contrôleur auprès du Contrôleur général des lieux de privation de liberté (CGLPL). De 2011 à 2015, il poursuit cette fonction à temps partiel.
En 2015, il fonde le site web Prison Insider, site internet dédié à l’état des prisons dans le monde, pays par pays. Il initie à partir de 2021, Concertina, Rencontres estivales autour des enfermements.

## Distinctions
- Chevalier de la Légion d'honneur (2010)[6], non remise

## Œuvres
- À l'initiative de la première édition du Guide du prisonnier (OIP-SF)

- Bernard Bolze, collectif, 9 m2, Actes Sud, janvier 2007,  (ISBN 978-2742766307)

- Bernard Bolze (dir.), Cantine, la privatisation expliquée aux détenus, Éditions Golias, mai 2011, 74 p. (ISBN 978-2-35-472126-8).

- Bernard Bolze (dir.) (préf. Jean-Marie Delarue), Prisons de Lyon, une histoire manifeste, Lieux Dits, septembre 2013, 224 p. (ISBN 978-2-36219-082-7).

- Contribution à : Muriel Ferrari (préf. Edmond Vidal et Mireille Debard, postface Lilian Mathieu et Bernard Bolze), Je voulais vous dire : récit de vie, Genouilleux, La Passe du Vent, juillet 2016, 157 p. (ISBN 978-2-84562-292-0).

- Contribution à : Simone Veil, un héritage humaniste : trente-six personnalités témoignent de sa pensée, LexisNexis, 6 décembre 2018, 478 p. (ISBN 978-2-71-103044-6).

- Frédéric Le Marcis (dir.) et Marie Morelle (dir.) (préf. Bernard Bolze), L’Afrique en prisons, Lyon, ENS Éditions, 14 avril 2022, 332 p. (ISBN 979-10-362-0497-5).